# Alighiero Ridolfi
Alighiero Ridolfi, né le 22 août 1924 à Cesena et mort le 3 avril 1978 dans la même ville, est un coureur cycliste italien.
En 1950, il remporte une étape et termine huitième du Tour d'Espagne.

## Palmarès
- 1948
  - 7e étape du Giro delle Puglie e Lucania

- 1950
  - 16e étape du Tour d'Espagne
  - 2e du Gran Premio della Liberazione
  - 8e du Tour d'Espagne

## Résultats sur les grands tours

### Tour d'Espagne
- 1950 : 8e, vainqueur de la 16e étape

### Tour d'Italie
- 1949 : abandon